# Zabołotowka (obwód kurski)
Zabołotowka (ros. Заболотовка) – wieś (ros. деревня, trb. dieriewnia) w zachodniej Rosji, w sielsowiecie korowiakowskim rejonu głuszkowskiego w obwodzie kurskim.

## Geografia
Miejscowość położona jest nad rzeką Wiedźma (dopływ Sejmu, 1,5 km od centrum administracyjnego sielsowietu korowiakowskiego (Korowiakowka), 17 km od centrum administracyjnego rejonu (Głuszkowo), 132 km od Kurska.
W granicach miejscowości znajdują się ulice: Pierwomajskaja, Poodlesowskaja, Zariecznaja, Zielonaja.

## Demografia
W 2010 r. miejscowość zamieszkiwały 272 osoby.